# 12131 Ехтернах
12131 Ехтернах (12131 Echternach) — астероїд головного поясу, відкритий 24 вересня 1960 року.
Тіссеранів параметр щодо Юпітера — 3,285.